# فهرست موبدان
موبد اصطلاحی است که به روحانیون زردشتی گفته می‌شود. واژهٔ موبد در اوستا به صورت موغو یا مگه و در فارسی باستان موگو و در پهلوی موگ پت و در فارسی موبد گفته می‌شود. در دوره ساسانی بر قدرت و مکنت موبدان افزوده شد و در تصمیم گیری‌های سیاسی و گاهی انتخاب شاه آتی دخالت می‌کردند.

## موبدان سرشناس
- ماهداد
- کرتیر
- آذرباد مهراسپندان
- تنسر
- کوروش نیکنام
- کرتیر
- جاماسب
- زادسپرم
- منوچهر
- آذر فرنبغ فرخزادان
- ویراف
- امید اشوهشتان
- بخت آفرید